# 103 męczenników koreańskich
103 męczenników koreańskich (znani również jako Andrzej Kim Tae-gŏn, Paweł Chŏng Ha-sang i towarzysze) jest to grupa męczenników zaliczonych w poczet świętych katolickich w 1984 r. przez Jana Pawła II.
W XIX wieku w Korei podczas prześladowań katolików w latach 1839–68 śmierć męczeńską poniosło 3 biskupów katolickich, 10 kapłanów i jak się szacuje ponad 10 000 osób świeckich. Część z nich została wyniesiona na ołtarze. Grupa 79 męczenników została beatyfikowana przez papieża Piusa XI 5 lipca 1925 r. (zamęczeni przed 1847 r.), natomiast kolejnych 24 przez Pawła VI 6 października 1968 r. (zamęczeni po 1859 r.) Kanonizacji łącznie tych 103 męczenników dokonał papież Jan Paweł II w dniu 6 maja 1984 w Seulu podczas swojej wizyty w Korei Południowej.
Dzień wspomnienia: 20 września

## Lista 103 męczenników koreańskich

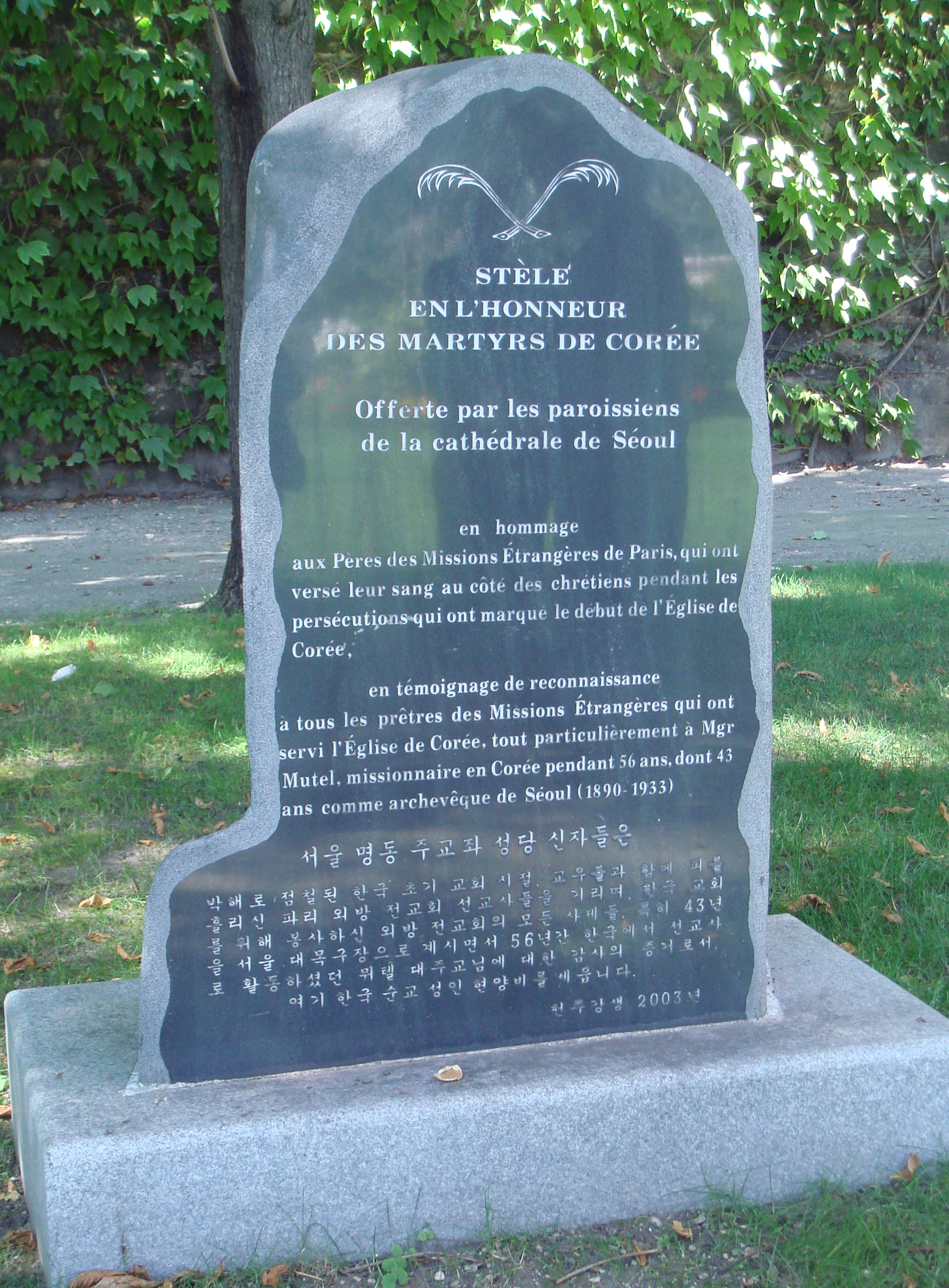
Tablica upamiętniająca męczeństwo świętych

### Biskupi
- św. Szymon Berneux
- św. Antoni Daveluy
- św. Wawrzyniec Imbert

### Księża
- św. Piotr Aumaitre
- św. Bernard Ludwik Beaulieu
- św. Jakub Chastan
- św. Justyn Ranfer de Bretenieres
- św. Henryk Dorie
- św. Marcin Huin
- św. Piotr Maubant
- św. Andrzej Kim Tae-gŏn

### Katechiści
- św. Andrzej Chŏng Hwa-gyŏng
- św. Augustyn Pak Chong-wŏn
- św. Augustyn Yi Kwang-hŏn
- św. Damian Nam Myŏng-hyŏg
- św. Franciszek Ch’oe Kyŏng-hwan
- św. Jan Chrzciciel Chŏn Chang-un
- św. Jan Chrzciciel Yi Kwang-nyŏl
- św. Jan Yi Yun-il
- św. Józef Chang Chu-gi
- św. Józef Han Wŏn-sŏ
- św. Marek Chŏng Ŭi-bae
- św. Paweł Chŏng Ha-sang
- św. Paweł Hong Yŏng-ju
- św. Piotr Ch’oe Ch’ang-hŭb
- św. Piotr Ch’oe Hyŏng
- św. Piotr Hong Pyŏng-ju
- św. Piotr Nam Kyŏng-mun
- św. Piotr Son Sŏn-ji
- św. Piotr Yi Ho-yŏng
- św. Piotr Yu Chŏng-nyul
- św. Sebastian Nam I-gwan
- św. Stefan Min Kŭk-ka
- św. Wawrzyniec Han I-hyŏng

### Pozostaliświeccy
- św. Agata Chŏn Kyŏng-hyŏb
- św. Agata Kim A-gi
- św. Agata Kwŏn Chin-i
- św. Agata Yi
- św. Agata Yi Kan-nan
- św. Agata Yi Kyŏng-i
- św. Agata Yi So-sa
- św. Agnieszka Kim Hyo-ju
- św. Aleksy U Se-yŏng
- św. Anna Kim Chang-gŭm
- św. Anna Pak A-gi
- św. Antoni Kim Sŏng-u
- św. Augustyn Yu Chin-gil
- św. Barbara Cho Chŭng-i
- św. Barbara Ch’oe Yŏng-i
- św. Barbara Han A-gi
- św. Barbara Kim
- św. Barbara Ko Sun-i
- św. Barbara Kwŏn Hŭi
- św. Barbara Yi
- św. Barbara Yi Chŏng-hŭi
- św. Bartłomiej Chŏng Mun-ho
- św. Benedykta Hyŏng Kyŏng-nyŏn
- św. Cecylia Yu So-sa
- św. Elżbieta Chŏng Chŏng-hye
- św. Ignacy Kim Che-jun
- św. Jan Chrzciciel Nam Chong-sam
- św. Jan Pak Hu-jae
- św. Jan Yi Mun-u
- św. Józef Chang Sŏng-jib
- św. Józef Cho Yun-ho
- św. Józef Im Ch’i-p’ek
- św. Julia Kim
- św. Karol Cho Shin-ch’ŏl
- św. Karol Hyŏn Sŏng-mun
- św. Katarzyna Chŏng Ch’ŏr-yŏm
- św. Katarzyna Yi
- św. Kolumba Kim Hyo-im
- św. Łucja Kim
- św. Łucja Kim Nusia
- św. Łucja Pak Hŭi-sun
- św. Łukasz Hwang Sŏk-tu
- św. Magdalena Cho
- św. Magdalena Han Yŏng-i
- św. Magdalena Hŏ Kye-im
- św. Magdalena Kim Ŏb-i
- św. Magdalena Pak Pong-son
- św. Magdalena Son Sŏ-byok
- św. Magdalena Yi Yŏng-dŏk
- św. Magdalena Yi Yŏng-hŭi
- św. Maria Pak K’ŭn-agi
- św. Maria Wŏn Kwi-im
- św. Maria Yi In-dŏk
- św. Maria Yi Yŏn-hŭi
- św. Marta Kim Sŏng-im
- św. Paweł Hŏ Hyŏb
- św. Perpetua Hong Kŭm-ju
- św. Piotr Cho Hwa-sŏ
- św. Piotr Chŏng Wŏn-ji
- św. Piotr Kwŏn Tŭg-in
- św. Piotr Yi Myŏng-sŏ
- św. Piotr Yu Tae-ch’ŏl
- św. Protazy Chŏng Kuk-bo
- św. Róża Kim No-sa
- św. Teresa Kim
- św. Teresa Kim Im-i
- św. Teresa Yi Mae-im
- św. Tomasz Son Cha-sŏn
- św. Zuzanna U Sur-im

(w przypadku osób pochodzenia koreańskiego pierwsze imię jest imieniem nadanym podczas chrztu, następnie nazwisko i imię koreańskie, które nosili przed chrztem)

## Źródła internetowe
- O prześladowaniach katolików w Korei na stronie Konferencji Biskupów Katolickich Korei. english.cbck.or.kr. [zarchiwizowane z tego adresu (2010-09-11)]. (ang.).
- Homilia Jana Pawła II wygłoszona podczas mszy kanonizacyjnej 06.05.1984 r. w Seulu (ang.)
- Lista męczenników koreańskich (ang.)